# Paludi del Pripjat
Le paludi del Pripjat (in russo Припятские болота?, Pripjatskie bolota; in bielorusso Пінскія балоты?, Pinskija baloty, in ucraino Прип'ятські болота?, Pryp"jats'ki bolota) sono una vasta zona umida situata lungo le rive del fiume Pripjat, a cavallo del confine ucraino-bielorusso. Sono conosciute anche coi nomi di "paludi di Pinsk" e di "paludi di Rokitno".
Le paludi rimarcano pressappoco il territorio della regione storica della Polesia, compreso tra Bielorussia meridionale ed Ucraina nord-occidentale, e occupano una superficie di 98 400 km². Esse si estendono per 480 km da Ovest ad Est e per 140 km da Nord a Sud. Il bacino si estende comprendendo il fiume Pripjat e i suoi affluenti da Brėst, a ovest, fino a Mahilëŭ, localizzata a nord-ovest, e a Kiev, a sud-est. La folta vegetazione è spesso intervallata da paludi, ruscelli e stagni; con lo scioglimento delle nevi in primavera e con le piogge la loro superficie aumenta ulteriormente, causando spesso alluvioni e allagamenti.

## Geografia
Le paludi del Pripjat si trovano perlopiù all'interno della pianura della Polesia, da cui il nome paludi della Polesia (una delle denominazioni con cui ci si riferisce a quest'area geografica), e occupano la maggior parte della parte meridionale della Bielorussia e il nord-ovest dell'Ucraina. Vaste circa 269.400 km², circondano le piane argillose della fitta rete di fiumi e rivoli che si formano su entrambi i lati del fiume Pripjat, uno dei principali affluenti del Dnepr. I densi boschi sono intervallati da numerose paludi, paludi, stagni e ruscelli che si estendono per 480 km da ovest a est e 225 km da nord a sud. Il clima appare condizionato dal gran numero di piogge e dalle nevicate invernali: lo scioglimento delle nevi in primavera e le piogge autunnali generano ampie inondazioni quando il fiume straripa.

## Flora
Le paludi ospitano 881 specie vegetali, di cui solo 111 risultano protette e 29 sono considerate prossime all'estinzione. L'alternanza di boschi, arbusti, paludi e prati offre l'ambiente ideale per la variegata flora locale. Durante le inondazioni primaverili, le paludi sono quasi completamente sommerse d'acqua, ragion per cui la popolazione locale deve spesso attraversarle in barca. Sulle "isole" asciutte si incontrano aree di foreste di pini decidui.

## Fauna

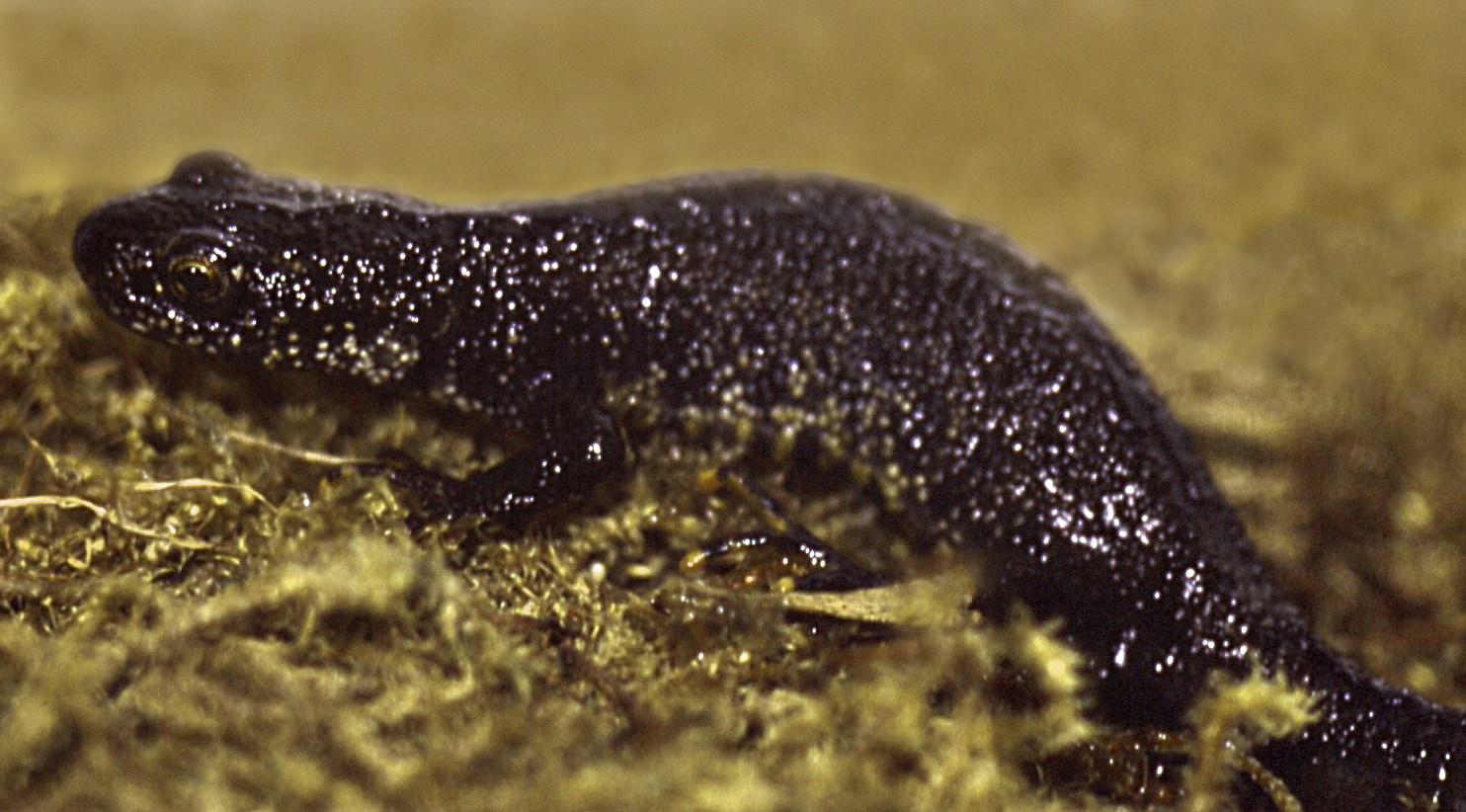
Il tritone crestato (Triturus cristatus), una specie di salamandra presente nelle paludi del Pripjat

L'ecosistema locale ospita migliaia di uccelli provenienti da diversi biotopi della Terra (Europa, Asia, Africa, Mediterraneo): alcune specie giungono solo per nidificare durante le migrazioni. Alcuni uccelli sono soliti trasferirsi a nord in destinazioni come la Scandinavia, i Paesi baltici e la Russia. Oltre alle 175 specie ornitologiche osservate su questo territorio, se ne registrano 40 di mammiferi. Il parco ospita un numero significativo di specie che sono globalmente minacciate di estinzione: la moretta tabaccata (Aythya nyroca), l'aquila di mare codabianca (Haliaeetus albicilla), di cui si registrano solo 2-3 coppie, l'aquila anatraia maggiore (Clanga clanga), con 4-6 coppie, il re di quaglie (Crex crex) e il croccolone (Gallinago media). La presenza di così tanti volatili di importanza nazionale e internazionale sottolinea l'importanza di questo territorio per la conservazione della biodiversità della Polesia, della Bielorussia e dell'Europa intera.

## Storia

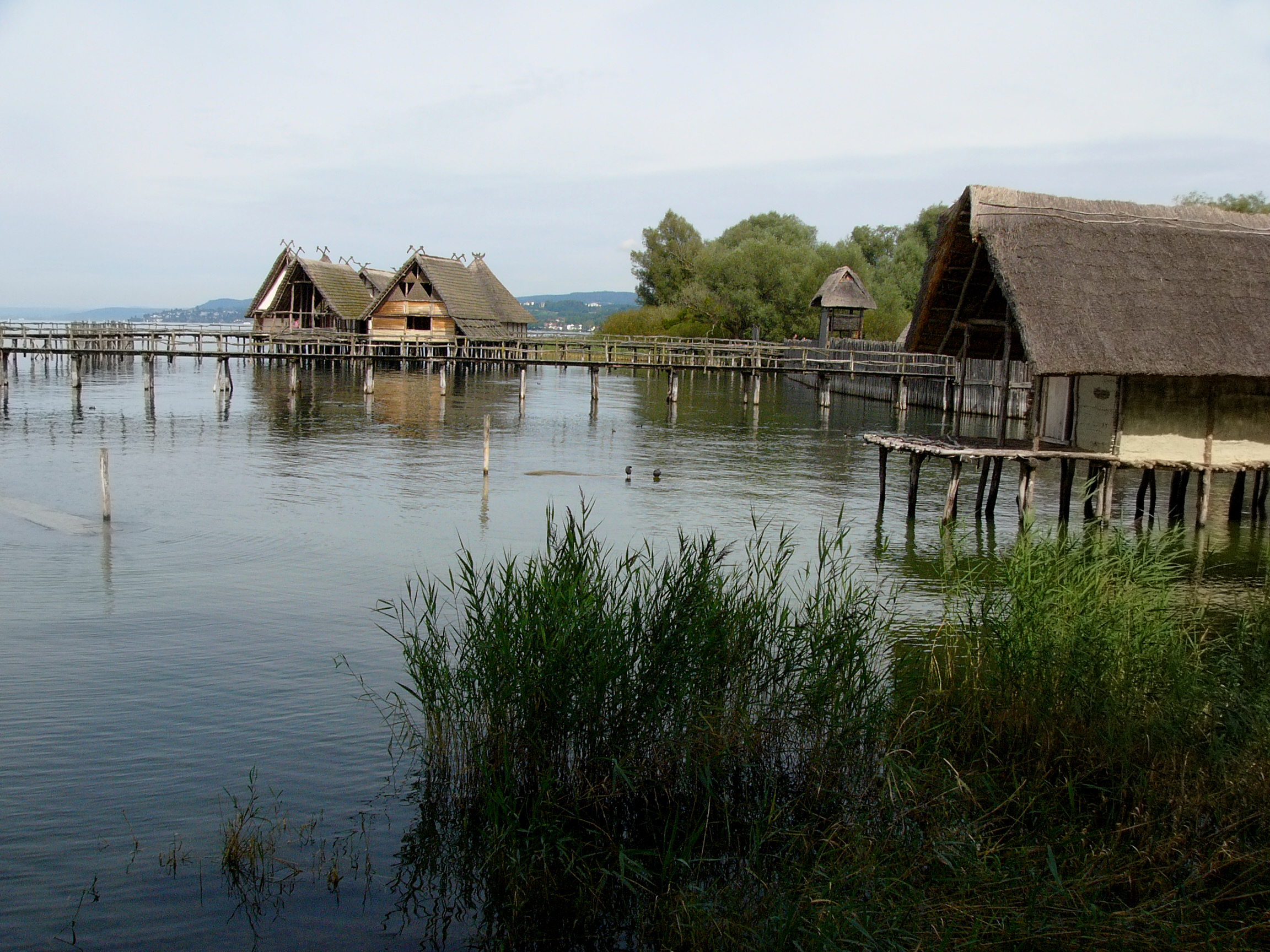
Ricostruzione di un villaggio di palafitte situato nelle paludi degli antichi slavi

Storicamente, per la maggior parte dell'anno, le paludi erano praticamente impraticabili per grandi contingenti militari, circostanza che influenzò la pianificazione strategica di tutte le operazioni militari nella regione. Nel volume VII della Storia delle guerre dello storico romano Procopio, si racconta che gli antichi slavi si nascondevano dai razziatori provenienti dall'Asia nascondendosi nelle paludi del Pripjat respirando grazie alle canne. Come altre zone umide in Europa, le paludi locali erano viste come un'area malsana e un covo di malattie. I progetti di bonifica della parte orientale delle paludi furono avviati nel 1872 ed entro la fine del XIX secolo il drenaggio delle paludi recuperò 1,5 milioni di ettari di zone umide da utilizzare convertendoli in aree di pascolo e terreni agricoli.

### Prima guerra mondiale
All'inizio della prima guerra mondiale, le paludi separavano la IV armata austro-ungarica dal XII corpo d'armata; le poche strade che attraversavano la regione erano strette e in gran parte non migliorate. Questo lasciò un ampio vuoto valicabile, e il III corpo d'armata dell'esercito imperiale russo si riversò prima che il trasferimento della II armata austro-ungarica dalla Serbia fosse completato. Come risultato, i russi catturarono presto la preziosa testa ferroviaria di Leopoli, allora all'estremo est dell'Austria-Ungheria (ora parte dell'Ucraina occidentale). Per tutto il resto del conflitto, le zone umide rimasero uno dei principali ostacoli geografici del fronte orientale.

### Seconda guerra mondiale

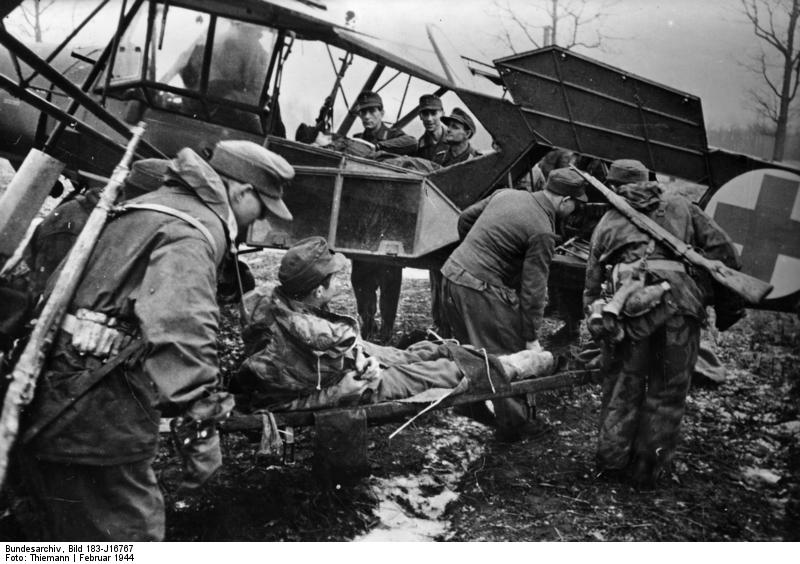
Soldati tedeschi feriti evacuati su un aereo leggero nella zona meridionale delle paludi del Pripjat (1944)

Durante l'invasione tedesca dell'Unione Sovietica nella seconda guerra mondiale, le paludi rappresentavano un ostacolo naturale che divideva il fronte orientale in due parti, e durante il prosieguo della guerra funsero da nascondiglio sia per i sovietici che per i polacchi. Ad un certo punto durante la guerra, l'amministrazione tedesca pianificò di prosciugare le paludi, "ripulirle" dai loro abitanti "degenerati" e ripopolare la zona con coloni tedeschi. Konrad Meyer ricevette il compito di supervisionare la realizzare del "piano Pripet". Adolf Hitler arenò il progetto alla fine del 1941, perché credeva che potesse comportare le condizioni sfavorevoli avvenute durante le Dust Bowl nel decennio passato.
L'antropologo razziale tedesco Theodor Pösche aveva proposto, alla fine del XIX secolo, che la razza ariana si fosse evoluta nelle paludi a causa della prevalenza di casi di albinismo.
Nel 1942, dopo una rivolta, circa 1000 ebrei fuggirono dal ghetto di Łachwa, di cui circa 600 riuscirono a rifugiarsi nelle paludi di Pinsk.
Conosciute come Pripjet-Sümpfe dai tedeschi, le paludi erano temute dalle truppe della Wehrmacht. Durante l'Operazione Barbarossa, gli eserciti del Terzo Reich costeggiarono le zone umide, passando per il nord o il sud di esse. Tuttavia, dopo la débâcle del fronte orientale nel 1944, molte unità in ritirata come la 7ª, la 35ª, la 134ª e la 292ª divisione di fanteria dovettero farsi strada attraverso le zone paludose. Spesso ebbero bisogno di costruire piste con tronchi su cui potevano tirare carichi leggeri con veicoli trainati da cavalli.

### Proposta di drenaggio negli anni '50
Dopo che già i nazisti avevano tentato invano di bonificare l'area dalla presenza ostile dei partigiani, si avviò un piano di drenaggio delle zone umide durante il 1952, quando l'area delle paludi era sotto l'amministrazione sovietica e ripartita tra RSS Ucraina e RSS Bielorussa.

### Disastro nucleare di Černobyl'
Nel 1970, l'abbondante presenza d'acqua e le vaste zone disabitate fecero in modo che nella zona sorgesse la centrale nucleare di Černobyl'. Per ospitare gli addetti della centrale e gli operai venne costruita la città di Pryp"jat', approssimativamente a 356 km a est-sud-est del centro geografico delle paludi, dove nel 1986 avvenne il famoso disastro nucleare di Černobyl'.